# گچیت‌لی (سینجیک)
گچیت‌لی (انگلیسی: Geçitli) 
(به زازاکی: Zevıkeri) یک منطقه مسکونی در ترکیه است که در استان آدیامان و در ناحیه سینجیک واقع شده است.